# Браун, Люси Мэдокс
Люси Мэдокс Браун (или Эмма Люси Мэдокс Браун-Россетти, англ. Emma Lucy Madox Brown Rossetti, 19 июля 1843, Париж, Франция — 12 апреля 1894, Сан-Ремо, Италия) — художница-прерафаэлит, прозаик и модель. Жена писателя и искусствоведа Уильяма Майкла Россетти, члена Братства прерафаэлитов.

## Биография
Люси Мэдокс Браун была дочерью художника-прерафаэлита Форда Мэдокса Брауна (англ. Ford Madox Brown, 1821—1893) и его первой жены и кузины Элизабет Бромли (англ. Elisabeth Bromley, 1818/19-1846).
Родилась в Париже в 1843 году. В 1844 году родители вернулись в Великобританию. Её мать умерла от туберкулёза всего три года спустя в 1846 году, а Люси Мэдокс была отправлена жить к своей тете Хелен Бромли в Грейвсенд, графство Кент. Получала образование в школе Milton Lodge. Только в двенадцать лет она переехала к отцу и стала жить с ним, мачехой (Эммой Хилл) и их детьми. С 1856 года семья Россетти курировала её образование в Лондоне. Её сводная сестра Кэтрин Мэдокс Браун описывала девушку как «странную смесь буйного нрава и сильного разума». Она увлекалась музыкой и театром, свободно говорила по-французски, по-немецки и итальянски. В сентябре 1856 года у Форда Мэдокса Брауна и Эммы Хилл родился сын Артур. Он прожил только год и умер. После его смерти Эмма Хилл стала злоупотреблять алкоголем, это вносило раздор в семью.
Долгое время Люси Мэдокс Браун не выказывала особую склонность к искусству, но в 1868 году отказ одного из учеников отца выполнить предназначенную для него часть работы вынудил её закончить его задание. Успешное выполнение работы побудило отца приступить к систематическим занятиям живописью с дочерью. К этому времени относятся её первые самостоятельные работы. Вместе со своей сводной сестрой Кэтрин стала также работать ассистентом при их отце.
Первая её персональная выставка прошла в 1869 году. Работая в основном акварелью, она выставлялась в Dudley Museum and Art Gallery с 1869 по 1872 годы. Акварель «После бала», выставленная в галерее Dudley Museum and Art Gallery в 1870 году, впервые привлекла к художнице внимание критики. Её картина «Дуэт», которая была выставлена в Королевской Академии в 1870 году, была названа Данте Габриэлем Россетти «совершенной картиной». В 1871 году Люси Мэдокс Браун изобразила своего будущего мужа в образе волшебника Просперо на картине «Фердинанд и Миранда играют в шахматы», где в аллегорической форме изображены члены семейства Браунов (отец, сводные брат и сестра) и сложные отношения, существовавшие между ними.

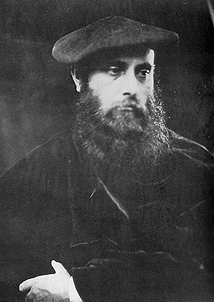
Джулия Маргарет Камерон. Уильям Майкл Россетти

Люси Мэдокс Браун отправилась в путешествие по Европе с Уильямом и Джейн Моррисами в 1869 году. Ещё одно путешествие закончилось заключением брака — она побывала в Италии с Уильямом Майклом Россетти (1829—1919), братом знаменитого художника и поэта, в 1873 году. Россетти сделал ей предложение в Базеле по дороге домой; они поженились 31 марта 1874 года и вернулись в Неаполь на медовый месяц.
Художница родила пятерых детей. Первый ребёнок, Оливия Фрэнсис Мэдокс, родилась в сентябре 1875 года, второй сын, Габриэль Артур, родился в феврале 1877 года, дочь Хелен Мария — в ноябре 1879 года, близнецы, Мэри Элизабет и Майкл Форд, — в апреле 1881. Майкл Форд умер в младенчестве. Супруги, будучи агностиками, отказались венчаться и заключили только официальный брак, также они не крестили никого из своих детей, что вызвало неоднозначную оценку окружающих. Помимо этого, Люси и Уильям были сторонниками либеральной политики и феминизма. Супруги попытались жить с семьей Уильяма, но из-за религиозных разногласий с Кристиной Джорджиной Россетти и её матерью вынуждены были уехать в Блумсбери в конце 1876 года.
Люси Мэдокс Браун забросила с 1874 года живопись, но сохранила интерес к политической и общественной жизни: подписала петицию Национального общества за предоставление избирательных прав женщинам, написала биографию своего отца и статью о его творчестве. Она написала также биографию Мэри Уолстонкрафт Годвин, миссис Шелли (считала её своим альтер эго), для серии «Известные женщины» Джона Ингрэма, которая была опубликована в 1890 году.
С 1855 года она страдала от туберкулёза, а с 1887 года регулярно ездила на французскую Ривьеру, в Пиренеи или в Италию на зиму. Из-за её болезни в конце 1892 года ухудшились отношения с мужем. Она умерла 12 апреля 1894 году в отеле Виктория в Сан-Ремо, Италия, в присутствии мужа и дочери Оливии, была похоронена на La Foce Cemetery. Люси оставила принадлежавшее ей имущество своим детям, чтобы защитить их интересы в случае повторной женитьбы мужа.

## Особенности творчества
Для творчества Люси Мэдокс Браун характерны сложные композиции с яркими световыми эффектами, обычно акварели, иллюстрирующие события истории, литературные произведения, зарисовки из современной жизни, портреты близких людей. Хотя её искусство показывает бесспорное влияние прерафаэлитов, искусствоведы отмечают самостоятельность художницы.
Она начала рисовать в 1868 году и, вместе со своей сводной сестрой Кэтрин Мэдокс Браун, моделировала, творила и работала ассистентом на их отца. Другие женщины-прерафаэлиты , такие как Джорджиана Бурн-Джонс, сестра Томаса Седдона и Марии Спартали Стиллман также брали уроки в той же студии. Работая главным образом в акварели, она выставлялась в музее и художественной галерее «Дадли» с 1869 по 1872 год. Ее картина «Дуэт» , которая выставлялась в «Королевской академии» в 1870 году, была описана Данте Габриэлем Россетти как «совершенный» рисунок. Она перестала рисовать в 1874 году.
Она написала биографию Мэри Уолстонкрафт Годвин, миссис Шелли, для серии «Выдающиеся женщины» Джона Ингрэма, которая была опубликована в 1890 году.

## Смерть
С 1855 года она страдала от туберкулеза и зимой ездила в Италию оздоравливаться. Из-за ее болезни интимные отношения с ее мужем прекратились к концу 1892 года . Она умерла 12 апреля 1894 года в отеле «Виктория» в  Сан-Ремо, Италия.  В присутствии своего мужа и дочери Оливии была похоронена на кладбище Ла-Фос.  Люси завещала все имущество  детям.  По мнению Дины Роу, это было сделано для того, чтобы в случае повторного брака Уильяма дети не остались без наследства.

## Галерея

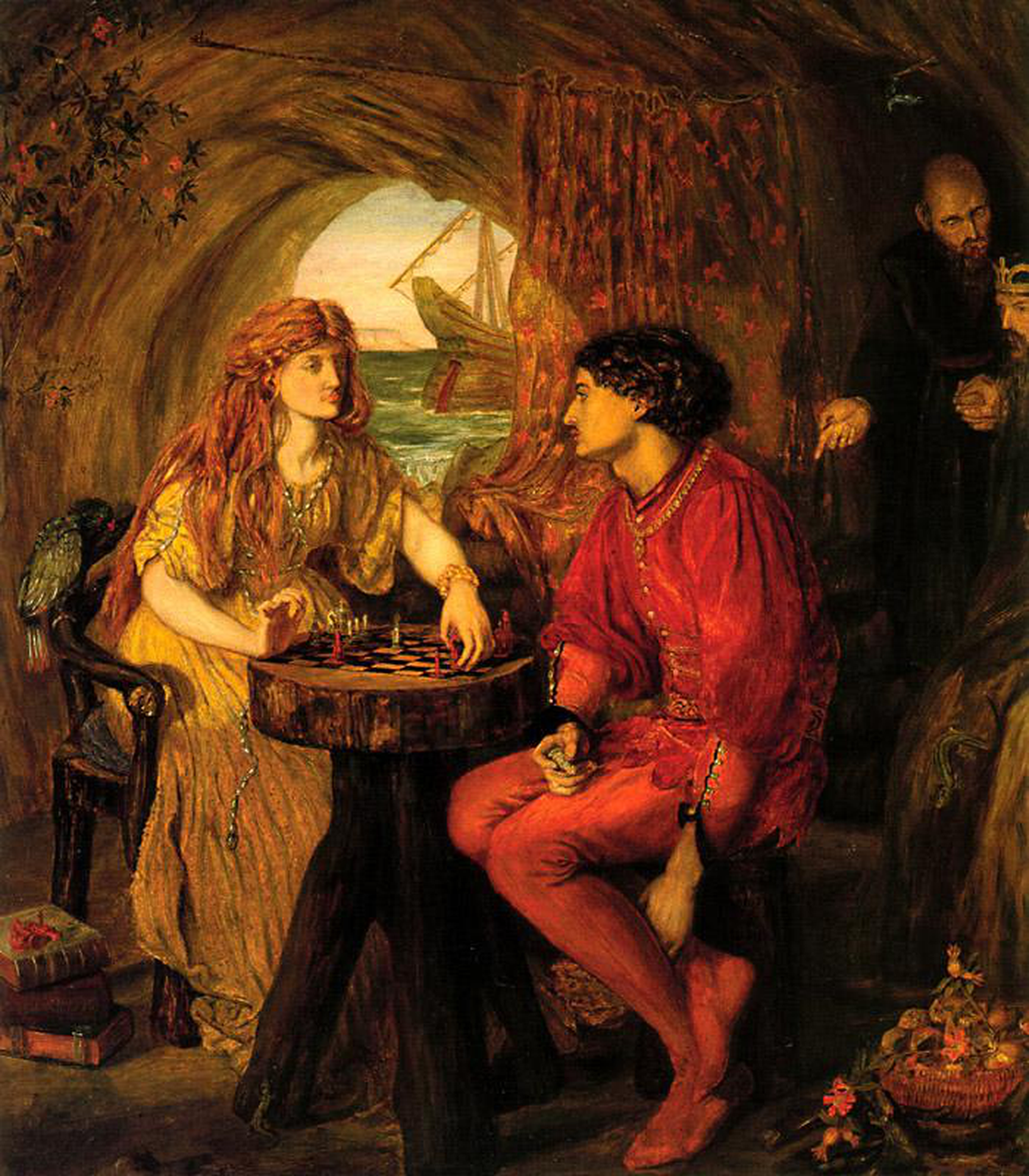
Люси Мэдокс Браун. Фердинанд и Миранда играют в шахматы, 1871
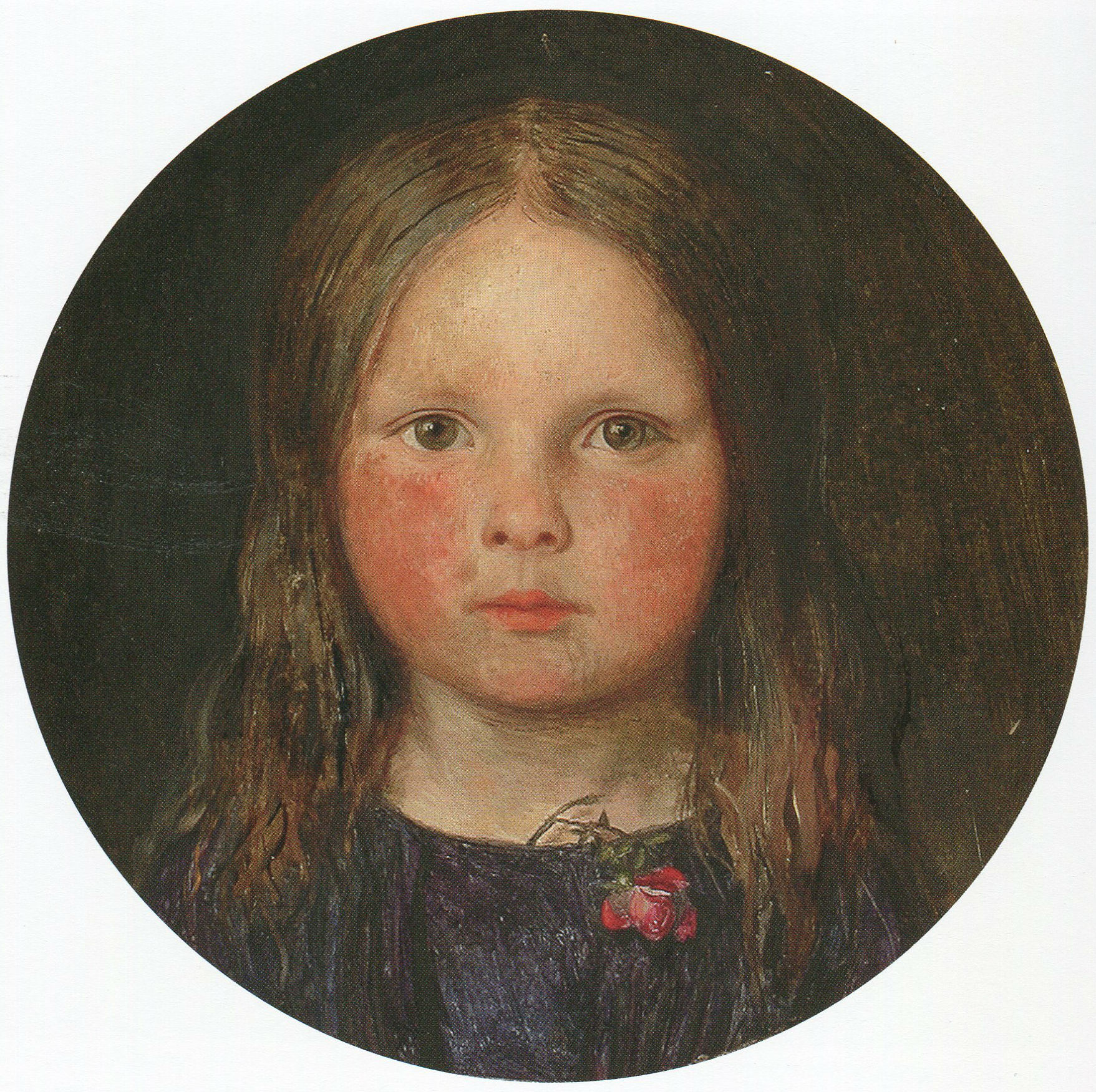
Портрет Люси Мэдокс Браун, созданный её отцом
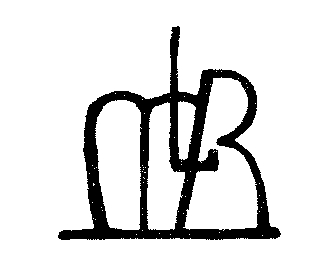
Подпись Люси Мэдокс Браун
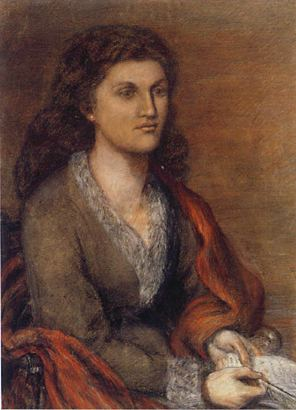
Люси Мэдокс Браун. Матильда Блинд
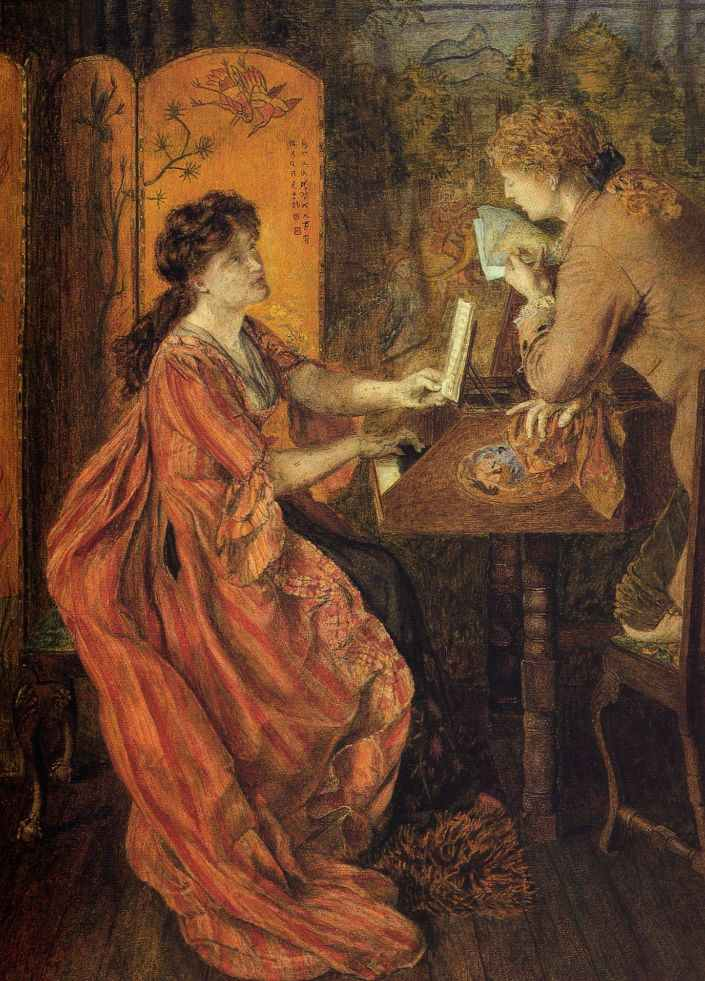
Люси Мэдокс Браун. Дуэт

## Литературные сочинения
- Lucy Madox Brown Rossetti. Mrs. Shelley . London. 1890. Полный текст на английском языке. Архивная копия от 10 февраля 2018 на Wayback Machine